# Vasile Luca
 (mars 2025).
Vasile Luca, né László Luka à Szentkatolna (en roumain Cătălina) dans le pays sicule le 8 juin 1898 et mort à Aiud le 23 juillet 1963, est un homme politique soviétique puis roumain d'origine austro-hongroise, membre dirigeant du Parti communiste roumain (PCR) à partir de 1945 et jusqu'à sa disgrâce dans les années 1950.

## Biographie
Major dans l'Armée rouge, Vasile Luca est remarqué pour son efficacité dans la déportation de la population roumaine de Tchernivtsi en RSS d'Ukraine en 1940-1941, pendant l'occupation soviétique de la Bessarabie et de la Bucovine du Nord. Durant la Seconde Guerre mondiale il se trouve à Moscou aux côtés d'Ana Pauker et assure la logistique de la division roumaine alliée « Tudor Vladimirescu ».
De retour en Roumanie en août 1944, il devient ministre des Finances et l'un des dirigeants les plus en vue du régime communiste de Roumanie à l'époque de l'occupation soviétique. Mais Joseph Staline ayant misé sur Gheorghe Gheorghiu-Dej, ce dernier « purge » Luca et Ana Pauker accusés de « boukharinisme droitier ». Arrêté et incarcéré en 1952, condamné en 1954 au travail forcé à la prison d'Aiud, il y décède au bout de neuf ans de détention. Il fut réhabilité à titre posthume en 1968 par Nicolae Ceaușescu. 
Il parlait allemand, hongrois, russe et roumain couramment. Son épouse Betty Birnbaum, connue comme Elisabeta Luca, vétérane des Brigades internationales de la guerre d'Espagne, est également emprisonnée après l'arrestation de son mari.

## Source
- Vladimir Tismăneanu, Stalinism for All Seasons: A Political History of Romanian Communism, University of California Press, Berkeley, 2003  (ISBN 0-520-23747-1).